# 建昌路 (四川)
建昌路，元朝时设置的路。
南诏在9世纪设置建昌府，元朝至元十二年（1275年），析其地置五总管府、二十三州，建昌路为其中一路，设罗罗斯宣慰司以总之。治所在建安州（今四川省西昌市），属云南等处行中书省管辖。辖境相当今四川省大渡河以南，冕宁县、西昌市、普格县以东，大凉山、金沙江以西等地区。明朝洪武十五年（1382年）改为建昌府与建昌卫，为四川行都指挥使司的治所。清朝雍正六年（1728年）改为宁远府。

## 延伸阅读
[在维基数据编辑]
 《欽定古今圖書集成·方輿彙編·職方典·建昌五衛部》，出自陈梦雷《古今圖書集成》